# Кальбе (Зальцланд)
Кальбе (нім. Calbe) — місто в Німеччині, розташоване в землі Саксонія-Ангальт. Входить до складу району Зальцланд.
Площа — 56,62 км2. Населення становить 8179 ос. (станом на 31 грудня 2021).